# John Carlsson (kappseglare)

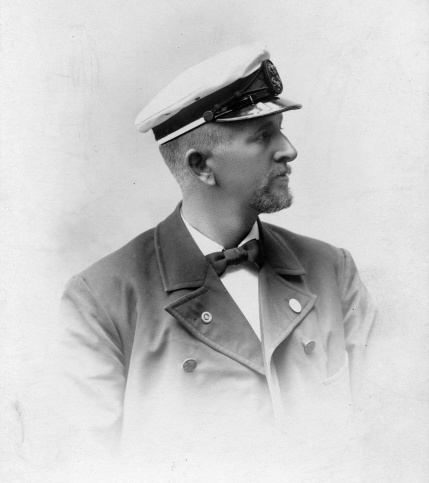
John Carlsson

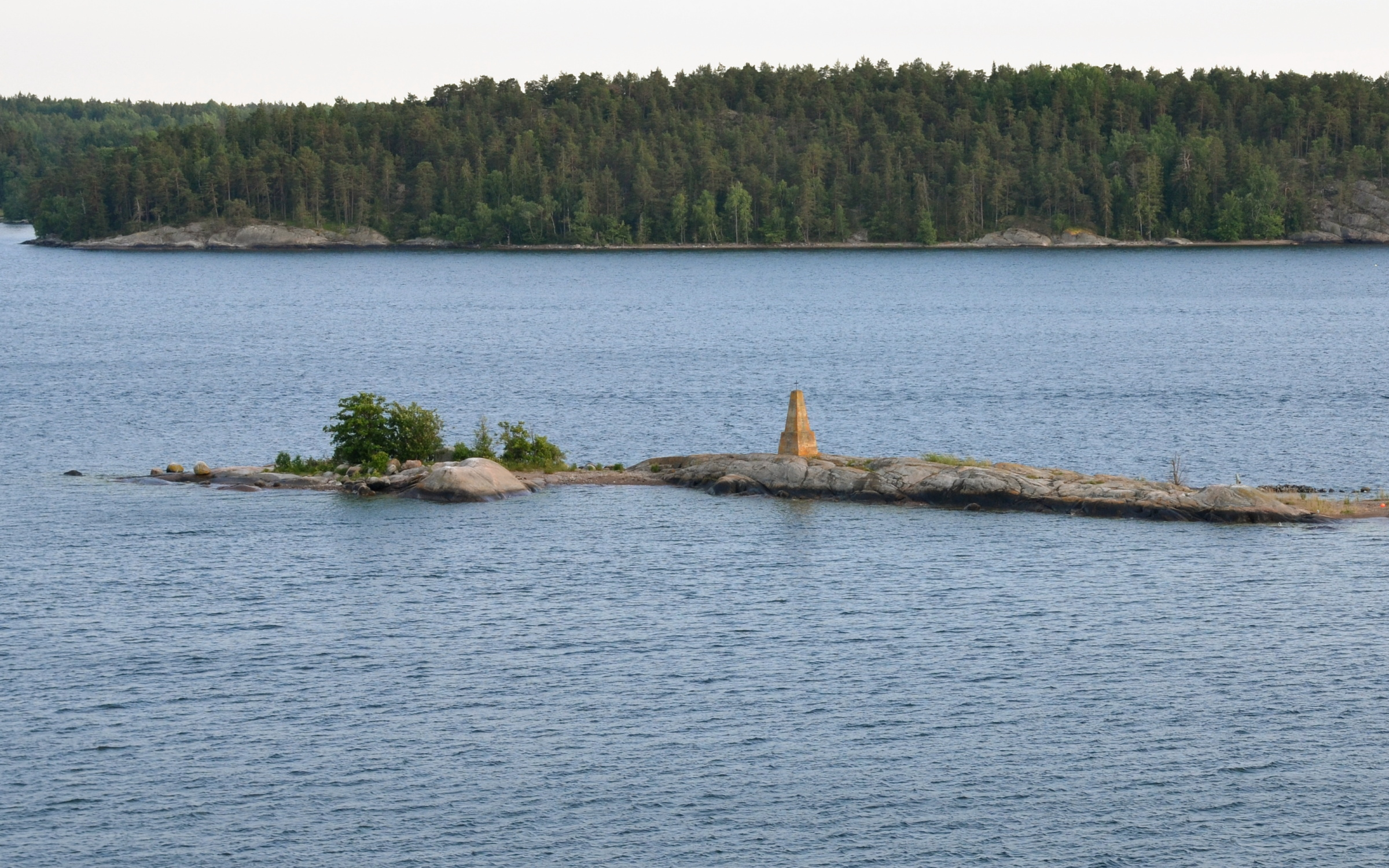
Ön Mansören med Carlssons mausoleum

Johan Erik "John" Carlsson, även kallad Glas-Kalle, född 5 januari 1870 i Stockholm, död 24 juli 1935 på Värmdö var en svensk kappseglare. Carlsson blev medlem i KSSS 1896. På 1920-talet arbetade han som rorsman vid viktiga seglingar.

Carlsson vann Oscar II:s jubileumspokal vid Sandhamnsregattan tre gånger runt sekelskiftet 1900. År 1907 var Carlsson rorsman på den båt som vann vad som kallas Sveriges första matchrace och som sen kom att bli föregångare till Visbyseglingarna.
Vid OS i London 1908 deltog han i seglingstävlingen där han med den svenska båten Saga-2 kom på femte och sista plats. Den svenska båten Vinga-1 tog silver. Carlsson var rorsman vid ett flertal seglingar utomlands, bland annat i England och Frankrike och vann där 1913 Europaveckan i Le Havre med den svenskbyggda båten SASSA från 1912.
Smeknamnet Glas-Kalle kommer av att Carlsson var glasmästare till yrket. Han gjorde bland annat år 1906 glasrutorna till klubbhuset för Stockholms Isjaktklubb, en klubb han varit med och grundat 1901. Han var också upphovsman åt  ”Glasmästare Karlssons prima sillinläggning”, som idag går under namnet glasmästarsill.
Carlsson kappseglade med båten Vikingen, byggd 1897 av Albert Andersson. Han var så förknippad med denna båt att SAOB 1935 under uppslagsordet kapp-segla citerar Erik Pallins bok Sportfolket från 1921 med orden: "Hur många båtar John Carlsson kappseglat sedan (kappseg- lingsbåten) Vikingens dagar och till nu .., vet han – icke själv."
Glas-Kalle förekommer i titeln på Albert Engströms tecknade bok Kolingen, Glaskalle och andra gubbar som utgavs 1966.
Carlsson hade ett sommarhus på ön Mansören vid Lindalssundet. Där lät han bygga ett gravmausoleum där askan efter honom och hans fru nu finns.